# 克拉斯诺鄂毕斯克
克拉斯诺鄂毕斯克（羅馬化：Krasnoobsk）是俄罗斯新西伯利亚州人口最多的工人村（市级镇），属新西伯利亚区，地处新西伯利亚州东部，位于鄂毕河沿岸，北部毗邻州府新西伯利亚，坐落于该市的基洛夫区和苏维埃区之间。
该地2021年人口有27,065人；2010年人口18,448；2002年人口17,114；1989年人口16,065。